# レア・サロンガ
レア・サロンガ（Lea Salonga, リア・サロンガ、リー・サロンガとも、1971年2月22日 - ）は、フィリピン出身の歌手、女優である。ミュージカル『ミス・サイゴン』世界初演のウエスト・エンド版、続くブロードウェイ版のヒロイン、キム役のオリジナルキャストとして知られる。ディズニーのアニメーション映画『アラジン』や『ムーラン』で、2人のディズニー・プリンセスの歌声を担当した。また『となりのトトロ』の英語版でさつきとメイの母親の声を担当した。

## プロフィール
1978年に7歳でフィリピンの舞台『王様と私』でデビュー。
10歳でファーストアルバム『Small Voice』をレコーディングし、ゴールドディスクになった。
1989年に17歳でウエスト・エンド版ミュージカル『ミス・サイゴン』の初代キム役に抜擢された。ブロードウェイ版『ミス・サイゴン』でもキム役で主演し、フィリピン人として初めてトニー賞（ミュージカル主演女優賞）を受賞した。またキム役では生粋のフィリピン人として初めて、ローレンス・オリヴィエ賞、ドラマ・デスク・アワード、アウター・クリティックス・サークル賞、シアター・ワールド賞のミュージカル優秀女優賞を受賞した。
1992年にディズニーのアニメーション映画『アラジン』のジャスミン姫の歌声を担当（作品としてはクレジットなし。後に発売されたCDのブックレットには表記あり）。
『アラジン』の直後には、ジュリー・アンドリュース、ベン・キングズレーとハリウッド・ボウル・オーケストラによる『王様と私』の新盤レコーディングでタプチム役として吹き込みをした。
1992年1月からアジア人として初めてブロードウェイ・ミュージカル『レ・ミゼラブル』のエポニーヌ役を演じた。
1998年にディズニーのアニメーション映画『ムーラン』のファ・ムーランの歌声を担当。
2007年よりアジア人として初めてブロードウェイ版『レ・ミゼラブル』のファンティーヌ役を務めた。また『レ・ミゼラブル』10周年記念コンサートおよび25周年記念コンサートでは、それぞれエポニーヌ役、ファンティーヌ役として登場した。
2011年、ディズニーランドよりディズニー・レジェンドの称号を授与された。
2013年6月に来日し、東京と大阪で開催されたミュージカルコンサート『4Stars One World of Broadway Musicals』でラミン・カリムルー、シエラ・ボーゲス、城田優らと共演した。(青山劇場＝2013年6月15日～6月23日、梅田芸術劇場メインホール＝2013年6月27日～6月30日)
2014年はイル・ディーヴォのワールドツアー『A Musical Affair』（開催地は韓国、北アメリカ、ヨーロッパ各国、イギリス、アイルランドなど）にスペシャルゲストとして参加した。2月から3月にかけて開催された同ツアーの来日公演（全国5か所10公演。千秋楽は日本武道館）にも同行している。
2015年11月より、ニューヨーク・ブロードウェイにて、ジョージ・タケイが第二次世界大戦中に日系アメリカ人収容キャンプで過ごした体験をもとに作られたミュージカル『アリージャンス』に出演している。
またサロンガは30年ものキャリアの間で、5人のフィリピンの大統領と3人のアメリカ大統領（ジョージ・H・W・ブッシュ、ビル・クリントン、ジョージ・W・ブッシュ）、ウェールズ公妃ダイアナ、エリザベス2世のために歌を披露した経験を持つ。

## 出演舞台

### ウエスト・エンド
- ミス・サイゴン　1989年9月20日～？　（ドルリー・レーン、ロイヤル劇場）　キム役（オリジナル）
- レ・ミゼラブル10周年記念コンサート　1995年10月8日　（ロイヤル・アルバート・ホール）　エポニーヌ役
- レ・ミゼラブル25周年記念コンサート　2010年10月3日　（O2アリーナ）　ファンティーヌ役

### ブロードウェイ/オフ・ブロードウェイ
- ミス・サイゴン　1991年3月23日～？、1999年1月18日～？、？～2001年1月28日　キム役（オリジナル、リプレイスメント）
- レ・ミゼラブル　1992年1月5日～1992年3月28日　エポニーヌ役（リプレイスメント）
- フラワー・ドラム・ソング　2002年10月17日～2003年3月16日　メイ・リー役
- Something Good (A Broadway Salute to Richard Rodgers on His 100th Birthday)　2002年6月28日　スペシャルコンサート
- レ・ミゼラブル　2007年3月6日～2007年10月21日　ファンティーヌ役（リプレイスメント）
- アリージャンス　2012年9月6日～10月28日（サン・ディエゴ、オールドグローブ劇場）、

2015年11月8日～2016年2月14日（NY、ロングエーカー劇場）　Kei Kimura役（オリジナル）　※プレビュー公演10月6日～
- アイランド　2017年12月3日～2018年6月24日、2018年12月27日～2019年1月6日（サークル・イン・ザ・スクエア劇場）　エルズリー役　※プレビュー公演11月9日～

### アジア
- Grease　1995年　フィリピン・マニラ　Sandy役
- Proof　2001年1月9日～1月27日　フィリピン・マニラ　Catherine役
- Baby　2004年8月18日～9月5日　フィリピン・マニラ　Lizzie役
- シンデレラ　2008年7月29日～？　アジアツアー（フィリピン、中国、日本、韓国、シンガポール、マレーシア、タイその他。）　シンデレラ役
- キャッツ　2010年7月24日～8月22日　フィリピン・マニラ　グリザベラ役
- ファン・ホーム　2016年11月10日～11月27日、2017年3月10日～3月19日　フィリピン・マニラ　Helen Bechdel役

等

## ディスコグラフィー

### アルバム
- ミス・サイゴン <ミュージカル> ‐ オリジナル・サウンドトラック 　(1991年)　キャストレコーディング、CD/MP3
- ミュージカル「王様と私」　The King And I (Hollywood Bowl Orchestra and John Mauceri)　（1992年）　スタジオキャストレコーディング、CD/MP3
- Flower Drum Song / B.C.R.　（2003年）　キャストレコーディング、CD/MP3
- Les Miserables 10th Anniversary Concert　（2004年）　キャストレコーディング、CD/カセット
- Lea Salonga　（2005年）　ソロアルバム、CD/MP3
- Inspired (Chi)　（2007年）　ソロアルバム、CD
- Ultimate Opm Collection　（2007年）　ソロアルバム、CD/MP3
- Cinderella　（2008年）　キャストレコーディング、CD/MP3
- Your Songs (CD/DVD Edition)　（2010年）　ライブ録音、CD+DVD
- The Journey So Far　（2011年）　ライブ録音、CD/MP3
- Scott Alan Live　(2012)　参加アルバム、CD/MP3
- Allegiance - A New American Musical　（2013年）　キャストレコーディング、CD/MP3、EP
- Love on 42nd Street　（2014年）　参加アルバム、MP3
- ライヴ・アット武道館　（2014年）　ゲスト出演、CD/MP3
- Bakit Labis Kitang Mahal　（2014年）　ソロアルバム、MP3
- Allegiance / O.B.C.R.　（2015年）　ブロードウェイ・キャスト・レコーディング、CD/MP3
- Blurred Lines　（2017年）　ソロアルバム、CD/MP3
- The Story of My Life: Lea Salonga Live from Manila　（2019年）　ライブ録音、CD/MP3

### DVD/Blu-ray
- レ・ミゼラブル ‐1995年10周年記念コンサート　（2003年）　DVD
- Making of Miss Saigon　（2006年）　DVD
- レ・ミゼラブル 25周年記念コンサート　（2011年）　DVD/Blu-ray